# Janenszja
Janenszja (Janenschia robusta) – zauropod z kladu Macronaria o niepewnej pozycji filogenetycznej. Z niektórych analiz kladystycznych wynika, że był przedstawicielem tytanozaurów (Titanosauria), co czyniłoby go najstarszym znanym przedstawicielem grupy; z innych natomiast wynika, że był on bazalnym przedstawicielem Macronaria nienależącym do Titanosauria lub przedstawicielem Eusauropoda nienależącym do Neosauropoda (a więc również niebędącym przedstawicielem Macronaria). Nazwa została nadana na cześć odkrywcy Wernera Janenscha.
Żył w późnej jurze (ok. 155-150 mln lat temu) na terenach Afryki (Tanzania, Zimbabwe). Długość ciała ok. 25 m, masa ok. 35 t. Jego szczątki znaleziono w Tanzanii.